# Can Tries (barri de Viladecavalls)
Can Tries (tradicionalment escrit Can Trias) és un barri al municipi de Viladecavalls, al Vallès Occidental. És a l'extrem nord-oriental del terme, tocant amb el termenal a Terrassa, entre l'autovia C-16 i la via del tren Barcelona-Manresa i a banda i banda de la carretera C-58, coneguda com l'autovia de la Bauma. Dista uns 3km del nucli antic de Viladecavalls.
Amb 2.359 habitants (2020), és el nucli més poblat del municipi. Es va formar en terrenys de la masia de Can Tries a partir de la dècada de 1970 com a nucli residencial de nivell mitjà-baix i a la pràctica funciona com a barri dormitori de Terrassa, ciutat amb la qual està unit a través del barri del Roc Blanc. Entre els diversos serveis que ofereix hi ha una zona esportiva, un local social, una llar d'infants, una escola, un centre d'assistència primària i el centre cívic Paco Cano.
A l'oest del barri, a l'altra banda del torrent de Sant Miquel, hi ha el Polígon Industrial Can Tries on, entre altres serveis i indústries, trobem un dels quatre centres d'inspecció tècnica de vehicles (ITV) del Vallès Occidental i la deixalleria de Viladecavalls.
Dins el polígon industrial, i adossada al magatzem de la masia de Can Tries, hi ha l'església romànica de Santa Maria de Toudell, una de les tres parròquies que conformaven l'actual municipi de Viladecavalls, juntament amb les de Sant Miquel de Toudell i Sant Martí de Sorbet, totes tres incloses al terme del castell de Terrassa i, més tard, al municipi de Sant Pere de Terrassa, fins que al darrer terç del segle xix es va configurar el terme municipal de Viladecavalls. Els orígens de Santa Maria es remunten al segle xi, és de planta rectangular amb absis semicircular i coberta de volta de canó, i hi destaca un interessant campanar de torre adossat a la capçalera.